# 三褶裂口螺
三褶裂口螺（学名：Traumatophora triscalpta triscalpta），Moellendorff于1867年命名，是中国的特有物种。分布于湖北、江西、江苏、长江流域一带等地，生活环境为陆地，多栖息于阴暗潮湿多腐殖质的山区树林草丛中、丘陵灌木丛中以及落叶石块下。